# 윌리엄 가니어

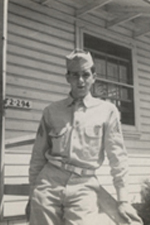
윌리엄(빌)가니어

윌리엄 J. "와일드 빌" 가니어(1922년 4월 28일 - 2014년 3월 8일)는 미국 육군 101 공수 사단 506 낙하산 보병 연대 2대대 E 중대에서 제2차 세계 대전에 참전한 군인(예비역 미국 육군 중사)이다. HBO의 미니시리즈 밴드 오브 브라더스에서 윌리엄 가니어 역은 미국 배우 프랭크 존 허프즈가 맡았다.

## 어린 시절
윌리엄 가니어는 미국 펜실베이니아 주 사우스 팬실베니아에서 10남매의 막내로 태어났다. 가니어가 15살 되던 해, 미국 정부는 대공황기의 소년들을 돕기 위해 민간 수호단과 시민 군사 훈련 캠프를 만들었다. 가니어의 어머니는 가니어가 15세인데도 불구하고 17세라고 거짓 신고를 하여 4년 과정인 시민 군사 훈련 캠프 과정을 수료하게 하였으며 가니어는 3년동안 매년 여름 이 과정을 수료하였다. 만약 가니어가 시민 군사 훈련 캠프를 마쳤다면 가니어는 미군 장교가 될 수 있었지만, 운나쁘게, 유럽에서의 전쟁이 발발하면서 인해 이 장교 선발 과정은 취소되었다.
진주만 공습 이후인 고등학교 졸업 6개월을 앞두고, 가니어는 고등학교를 중퇴했고 볼드윈 철도 공업에서 일했는데 이 곳은 육군에 납품하는 탱크를 만드는 곳이었다. 1942년 중반, 가니어는 공수부대에 지원하였다.

## 제2차세계대전 중
윌리엄 가니어는 101 공수 사단 506 낙하산 보병 연대 2대대의 이지 중대에 소속되어 제2차 세계대전에 참전했다. 가니어는 프랑스를 침공한 연합군의 일원으로서 D-데이에 처음 자신의 전투 강하를 마쳤다. 가니어는 “와일드 빌(망나니 빌)”이라는 별명을 얻었는데 그 이유는 독일군에 대한 무모한 공격 태도를 보였기 때문이었다. 다른 별명은 “가너리어(임질)” 라는 별명이었는데, 이것은 그의 성과 발음이 비슷했기 때문이다. (이것은 미니시리즈 밴드 오브 브라더스에서 자주 언급되었다) 가니어는 독일군에 대해 강한 증오심을 보였는데 왜냐하면 가니어의 형 중 한 명이 이탈리아 전선의 몬테 카지노에서 독일군과 싸우다가 전사하였기 때문이었다.
가니어는 “와일드 빌”이라는 별명에 걸맞은 모습을 보여주었다. 전장의 공포 속에서도 가니어는 독일군에 대한 거친 공격을 계속하였다. 가니어는 D-데이에 있었던 브레꾸르 마뇨르 전투에서의 공로로 은성 무공 훈장을 받았으며, 두 개의 청동 무공 훈장과 두개의 퍼플 하트 훈장을 받았다. 특히 가니어는 은성 무공 훈장을 받은 유일한 3명의 이지 중대원 중 하나이다. (나머지 2명은 린 캄튼과 리처드 윈터스이다.) 벨기에에서의 벌지 전투를 앞두고, 부상을 입었던 가니어는 병원을 빠져나와서 이지 중대로 돌아왔다. 가니어는 이 전투에서, 부상당한 전우 조지프 토이를 도우려다가 다리를 잃었다. (당시 조지프 토이 또한 다리를 잃어서 몸을 가눌 수 없는 상태였다.) 이 부상으로 인해, 가니어의 참전은 끝이 났다.
“밴드 오브 브라더스의 뒷 이야기; 리처드 윈터스 소령의 회상”에서 리처드 윈터스는 이지 중대의 두 명이 “타고난 살인자”였다고 언급하였는데, 바로 로널드 스피어스와 빌 가니어였다. 이 두 명에 대해서 언급한 문장에서 윈터스는 이것이 존경의 의미이지 나쁜 뜻은 아니라고 말하였다.

## 대전 이후
미국 육군 중사 예편 직후 1945년 3월, 가니어는 미국으로 돌아왔고 많은 직업들을 전전하였다. 가니어는 육군으로부터 장애가 구제될 때까지 의족을 착용하였으며, 이후 의족을 벗어던지고 은퇴하였다. 가니어는 많은 퇴역 군인 단체의 활발한 회원이 되었으며, 많은 이지 중대원들의 회합을 주선하였다.
가니어는 이지 중대의 활동을 그린 책 “전쟁중의 형제들, 최고의 친구들: 진짜 밴드 오브 브라더스인 두 제2차 세계대전 공수부대원이 들려주는 그들의 이야기”를 에드워드 헤프론, 로빈 포스트와 함께 쓰기도 하였다. 이 책은 버클리 출판사에서 출판되었다.
2014년 3월 8일에 펜실베이니아 대학병원에서 동맥파열로 사망했다.

## 참조
1. ↑  Guarnere, William, with Edward Heffron and Robyn Post. Brothers in Battle, Best of Friends: Two WWII Paratroopers from the Original Band of Brothers Tell Their Story. New York, New York: Berkley Caliber. 2007. ISBN 0-425-21728-0

## 같이 보기
- 미국 506 낙하산 보병 연대 E 중대
- 《밴드 오브 브라더스》